# Kampf um die Westerplatte
Danzig – Westerplatte – Tucheler Heide – Krojanten – Mlawa – Radom – Wizna – Bzura – Brześć – Lemberg – Rawa Ruska – Lublin – Kampinos-Heide – Warschau – Szack – Modlin – Halbinsel Hel – Kock
Der Kampf um die Westerplatte in der Freien Stadt Danzig war neben dem Luftangriff auf Wieluń Auftakt des Überfalls auf Polen, der als der Beginn des Zweiten Weltkrieges gilt. Dabei feuerte das zu dieser Zeit im Danziger Hafen befindliche Schulschiff Schleswig-Holstein am 1. September 1939 um 04:47 Uhr etwa zehn Minuten lang Salven seiner schweren Schiffsgeschütze auf ein befestigtes Munitionslager Polens auf der Westerplatte, einer Halbinsel am Hafenrand von Danzig. Anschließend versuchten Infanterieeinheiten vergeblich, das Munitionslager zu erobern. Die polnischen Verteidiger ergaben sich erst nach sieben Tagen der vielfachen deutschen Übermacht. Das 1966 eingeweihte Westerplatte-Denkmal erinnert an die Verteidiger.

## Geographie
Die Westerplatte war ursprünglich eine Sandbank an der Weichselmündung. Durch Aushubmaterial des Danziger Hafenkanals wurde sie erst zur Insel und nach Schließung der Mündung der Toten Weichsel zur heutigen Halbinsel erweitert. Der Teil der Danziger Nehrung, mit dem die Westerplatte zusammenwuchs, wird heute als Wyspa Portowa (polnisch für Hafeninsel) bezeichnet.

## Vorgeschichte
Die waldreiche Westerplatte wurde seit etwa 1830 zu einem Ostseebad mit Kurpark, Kurhaus und drei Badeanlagen an der Ostsee ausgebaut.

### Bau des Munitionshafens und -depots Westerplatte
Seit 1920 hatte Polen von der Freien Stadt Danzig ein Gelände zur Anlegung eines Munitionsdepots verlangt. Dieser Forderung gab der Völkerbund mit Beschluss vom 14. März 1924 statt. Polen wurde das Ostseebad Westerplatte „als Platz zum Löschen, Lagern und Transport von Sprengstoffen und Kriegsgerät“ zugestanden, obwohl der Danziger Senat unter Senatspräsident Heinrich Sahm von Anfang an dagegen protestiert hatte. Unter hohen Kosten, an denen sich Danzig wider Willen beteiligen musste, wurde unmittelbar neben dem Hafeneingang an der Stelle des vielbesuchten Seebades ein Hafenbecken ausgehoben. Dazu wurden entsprechende Lagerschuppen errichtet und ein Anschluss an das Danziger Eisenbahnnetz geschaffen.
Die Westerplatte wurde zwar nicht polnisches Staatsgebiet, der Hauptteil der Halbinsel war jedoch dem polnischen Militär vorbehalten und für Unbefugte nicht zugänglich. Die zulässige Stärke der Wachmannschaft war vom Völkerbund auf zwei Offiziere, 20 Unteroffiziere und 66 Mannschaften festgesetzt worden. Die Stadt Danzig durfte seit einer Abmachung von 1928 zwei Polizeiposten an den Zugängen zur Westerplatte unterhalten.

### Affäre Westerplatte
In der Folge kam es zu zwei Vorfällen, die die „Affäre Westerplatte“ ausmachten. Der Vertrag von Versailles räumte der polnischen Seite die Benutzung des Danziger Hafens als „port d’attache/Heimathafen“ für ihre Kriegsschiffe ein. Als am 14. Juni 1932 ein Flottenbesuch britischer Zerstörer stattfand, verweigerte jedoch der Danziger Senat der polnischen Marine das Recht, auch eines ihrer Kriegsschiffe dort anlegen zu lassen. Als Antwort darauf lief der polnische Zerstörer ORP Wicher, ohne den Senat wie gewöhnlich zu benachrichtigen, im Danziger Hafen ein. Im Anschluss kam es zu gegenseitigen Höflichkeitsbesuchen zwischen dem polnischen und britischen Offizierskorps. Überdies wurde die Wachmannschaft der Westerplatte in Alarmbereitschaft versetzt. Diese Machtdemonstration hemmte den Senat zunächst, die Rechte der polnischen Seite weiter zu beschneiden.
Zum zweiten Teil der „Affäre Westerplatte“ kam es am 6. März 1933, nachdem der Danziger Senat vorher entgegen den Vertragsbestimmungen die Polen aus der bisher gemeinsam gebildeten Hafenpolizei ausgeschlossen hatte. Als Reaktion darauf landete der polnische Truppentransporter ORP Wilia eine verstärkte Kompanie polnischer Marineinfanterie an und verstärkte somit entgegen den Vertragsbestimmungen die dortige Garnison. Der Völkerbund zwang Polen, diese Verstärkung zurückzunehmen.
Marschall Józef Piłsudski wollte mit dieser Aktion zwei Dinge erreichen: Er wollte Hitler zu Gesprächen mit Polen geneigt machen und vor allem die Danzig regierende Deutschnationale Volkspartei schwächen, da sie eine starke antipolnische Einstellung besaß und vehement revisionistische Forderungen erhob. Die Aktion hatte jedoch ein für Piłsudski unerwartetes Ergebnis: Mit der Wahl vom 28. Mai 1933 erlangten die Nationalsozialisten (NSDAP) im Volkstag mit 50,03 % der Stimmen die absolute Mehrheit und ab Juni 1933 hatte Danzig eine nationalsozialistische Regierung.

### Ausbau der Westerplatte seit 1933

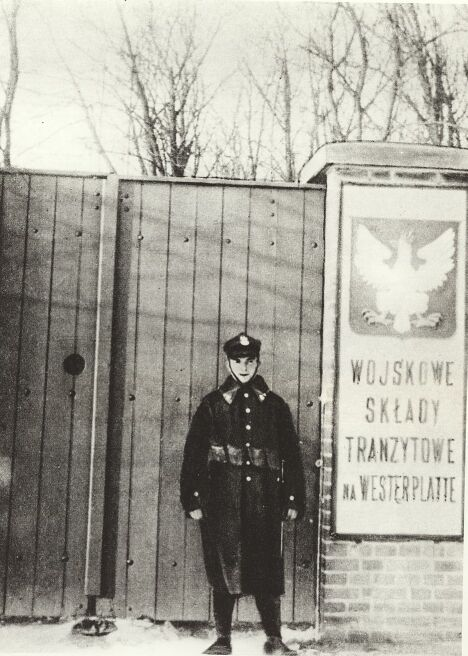
Polnischer Soldat vor dem Tor

In Gdynia (Gdingen), das im Gegensatz zur Westerplatte im 1920 eingerichteten Polnischen Korridor lag, baute Polen zu gleicher Zeit einen eigenen Industrie- und Militärhafen aus.
Die polnische Marineinfanterie hatte im März 1933 begonnen, das Munitionslager auf Danziger Gebiet zu befestigen. Auf eine entsprechende Beschwerde der Freistadt verfügte der Völkerbund, dass Polen dieses Vorhaben aufzugeben und die erbauten Feldbefestigung zu schleifen habe. Die polnische Seite fügte sich zunächst der Anordnung. Sie schuf aber in den kommenden Jahren durch Abreißen alter Bauten und den Bau neuer Unterkunfts- und Wachhäuser mit in den Kellergeschossen vorbereiteten Maschinengewehr-Stellungen ein befestigtes Verteidigungssystem. Das geschah heimlich – hauptsächlich nachts – in der Zeit von 1933 bis 1936 unter Leitung von Major (Ing.) Mieczysław Kruszewski, dem Chef der Befestigungsabteilung der Marine.
Nachdem Deutschland ab Mitte 1935 in mehreren Fällen den Vertrag von Versailles und andere internationale Verträge gebrochen hatte, vergrößerte sich insbesondere durch die deutsche Besetzung der Rest-Tschechei das Misstrauen seiner Nachbarstaaten gegenüber Deutschland. Die Polen begannen, sich in Danzig auf einen deutschen Angriff gegen die polnische Befestigung auf der Westerplatte einzurichten. Im März 1939 wurden die Befestigungen weiter verstärkt und heimlich die Stärke der Besatzung bis zum 31. August auf etwa 218 Mann erhöht. An Bewaffnung waren ein 7,62-cm-Feldgeschütz, zwei 3,7-cm-Panzerabwehrkanonen, 18 schwere und 23 leichte Maschinengewehre sowie Gewehre, Pistolen und Handgranaten vorhanden.

## Ausbruch des Zweiten Weltkriegs

### Ausgangslage der Verteidiger
Der Auftrag für die Besatzung lautete ursprünglich, im Falle eines deutschen Angriffs die Stellung sechs Stunden lang zu halten. Bis dahin würden polnische Truppen in Danzig eingedrungen sein und die Besatzung befreit haben. Dieses Versprechen hatte Oberst i. G. Hoszowski der versammelten Mannschaft bei einem Besuch im Sommer 1939 gegeben. Die Lage hatte sich jedoch inzwischen geändert. Am 31. August hatte Oberstleutnant Sobocinski, Leiter der Militärabteilung bei der polnischen Botschaft in Danzig, die Westerplatte besucht und den Kommandanten Henryk Sucharski über die aussichtslose Lage der Verteidiger informiert. Das zum Entsatz der Westerplatte geschaffene Einsatzkorps, bestehend aus der 13. und 17. Division der Pommern-Armee, war aufgelöst worden; die beiden Divisionen waren am 31. August in die Gegend von Skierniewice zurückgezogen worden. Das der Besatzung gegebene Versprechen konnte also nicht eingehalten werden. Sobocinski befahl, das Durchgangslager sollte zwölf statt der zuvor befohlenen sechs Stunden Widerstand leisten. Diese Informationen behielt der Kommandant für sich.

### Die Ankunft des SchulschiffsSchleswig-Holsteinim Danziger Hafen
Am 25. August lief die als Schulschiff eingesetzte „Schleswig-Holstein“ zu einem angeblichen friedlichen Besuch in Danzig ein. Sie hatte unter anderem den Auftrag, bei Kriegsbeginn die Westerplatte zu erobern. Die ersten Pläne für den Überfall auf Polen sahen den 26. August 1939 als Stichtag vor. Am 24. August 1939 wurden deutsche Marinestoßtruppsoldaten (MSK-Soldaten) auf Boote der 1. Minensuchflottille aufgenommen und am Abend in Höhe von Stolpmünde auf hoher See auf das als Schulschiff dienende Linienschiff Schleswig-Holstein überbracht. Dies geschah, um den beabsichtigten Einsatz der Marinestoßtruppkompanie MSK geheim zu halten. Sie bestand aus vier Offizieren, einem Arzt und 225 Mann. Der Kommandant der Schleswig-Holstein, Kapitän zur See Gustav Kleikamp, lief am Vormittag des 25. August nach Anmeldung bei den polnischen Hafenbehörden zu einem angeblichen Freundschaftsbesuch den Danziger Hafen in dem der Westerplatte gegenüberliegenden Stadtteil Neufahrwasser an. Der Kapitän empfing hohe Würdenträger aus Danzig, darunter auch den Völkerbundskommissar Carl Jacob Burckhardt, den deutschen Vizekonsul und den polnischen Gesandten auf seinem Schiff. Die in feldgrau gekleideten Soldaten des MSK waren unter Deck versteckt worden. Am Nachmittag des 25. August kamen Generalmajor Eberhard und sein Stabsoffizier zur Lagebesprechung an Bord, um über das geplante Vorgehen bei der Einnahme der Westerplatte zu beraten. Den um 15:02 Uhr erteilten Befehl zum Angriff am folgenden Tag nahm Hitler um 20 Uhr wieder zurück, nachdem er vom britisch-polnischen Beistandspakt und Mussolinis Nichtbeteiligung an einem Krieg erfahren hatte. Am 28. August erhielt Kapitän Kleikamp vom Danziger Gauleiter Albert Forster detaillierte Luftaufnahmen der Westerplatte.

### Angriff am 1. September 1939

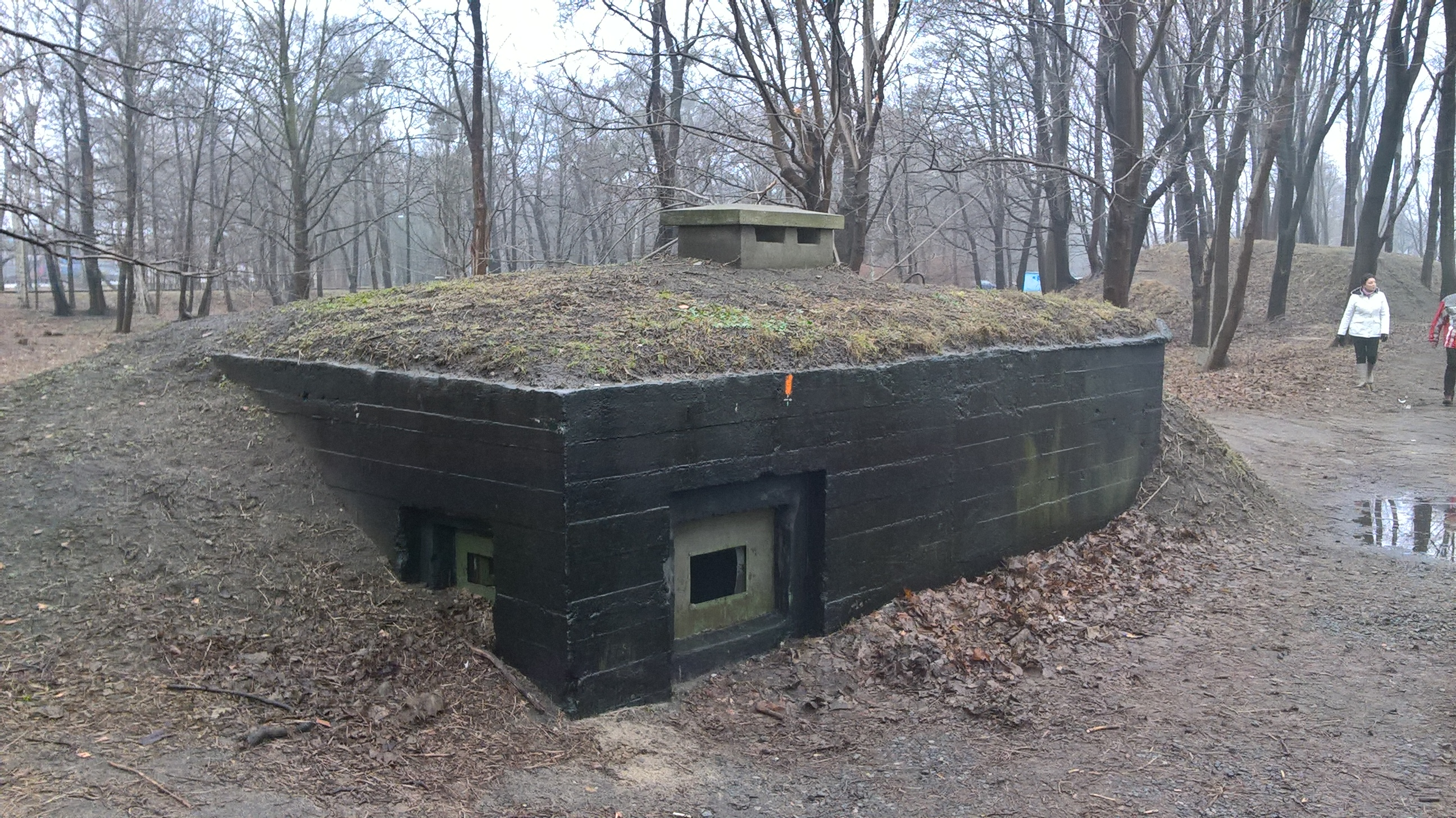
Polnischer Bunker

Am 31. August kam der verschlüsselte Funkspruch mit der Aufforderung, um 4:45 Uhr des nächsten Tages Polen anzugreifen. In der Nacht zum 1. September verholte die Schleswig-Holstein an eine andere Stelle des Hafenkanals, etwa 400 Meter von der Westerplatte entfernt, um ein besseres Schussfeld auf die Westerplatte zu haben. Die Lage und Stärke der polnischen Befestigungen waren der deutschen Seite nicht bekannt. Sie konnten von der Schleswig-Holstein aus auch nicht eingesehen werden.
In der Nacht zum 1. September wurden die MSK-Soldaten ausgebracht, damit sie sich zum Angriffsbeginn vor der Festung in Position bringen konnten. Um 4:47 Uhr begann der Angriff, der den Beginn des Überfalls auf Polen darstellt. Nach einem Feuerschlag der Schiffsartillerie der Schleswig-Holstein von der Landseite her griff die Marinestoßtruppkompanie unter Oberleutnant Henningsen mit zwei Infanteriezügen und einem Pionierzug an und einem Beobachtungstrupp unter der Leitung von Leutnant Harny. Weiter stand die polnische Garnison unter Feuer der SS-Heimwehr Danzig sowie von Leutnant Hartwig, der das Kommando über den Maschinengewehr-Zug auf dem Linienschiff innehatte. Die Westerplatte wurde aber hartnäckig verteidigt. Während der Kämpfe wurde Oberleutnant Henningsen tödlich verwundet, Oberleutnant Schug übernahm das weitere Kommando. Offensichtlich war der Angriff schlecht vorbereitet gewesen, denn den polnischen Verteidigern gelang es, trotz des Artilleriebeschusses der Schleswig-Holstein den Angriff der MSK und auch den Vorstoß der Pioniereinheit auf dem Landweg aufzuhalten.

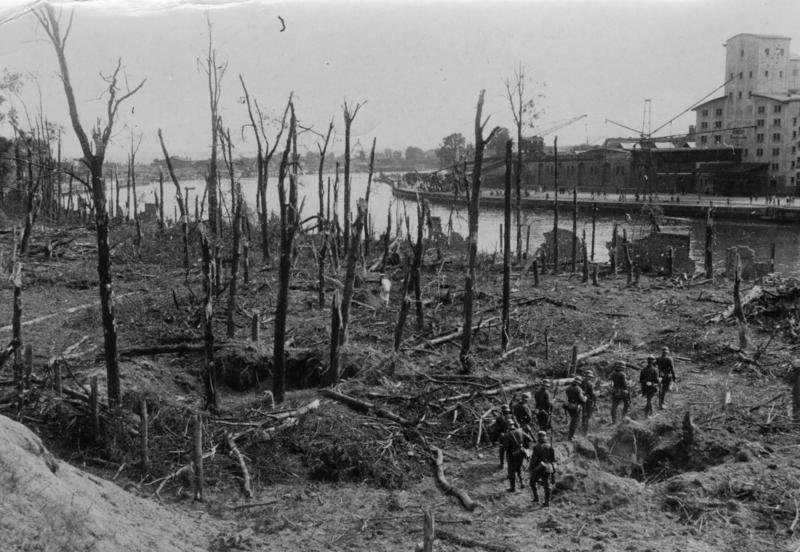
Zerschossener Wald auf der Westerplatte nach der Einnahme am 8. September 1939

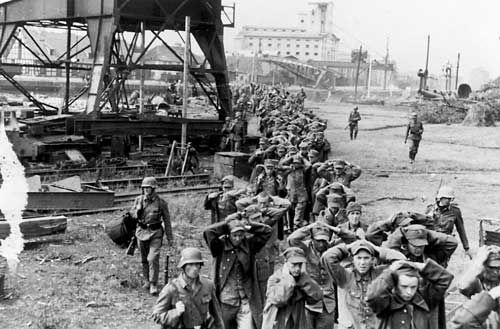
Polnische Verteidiger der Westerplatte kapitulieren

Der erste Angriff blieb unter schweren deutschen Verlusten im Abwehrfeuer liegen. Die Verluste der MSK beliefen sich auf 13 Tote und 58 Verwundete, von denen am folgenden Tag noch vier weitere starben. Insgesamt wurden die Verluste auf 40 bis 50 Tote geschätzt. Die polnischen Verteidiger hatten mit Wojciech Najsarek ein Todesopfer und sieben Verletzte zu beklagen, von denen drei in den folgenden Tagen starben. Nachdem auch am zweiten Kriegstag die Verteidiger die deutschen Angriffe hatten abwehren können, wurden Bombenangriffe angefordert, die am 2. September durch Stuka-Verbände erfolgten.
Am Abend des 2. Septembers wurde zwischen 18:05 Uhr und 18:45 Uhr ein Angriff mit Sturzkampfflugzeugen auf die Westerplatte geflogen. Etwa 60 Flugzeuge des Schlachtgeschwaders 2 „Immelmann“ griffen mit Sprengbomben und Bordwaffen an, richteten schwere Schäden an den Befestigungen an und demoralisierten die Besatzung. Der Kommandant, Major Henryk Sucharski, schrieb in seinen Erinnerungen, dass die Besatzung einem unmittelbar folgenden Angriff wohl nicht hätte standhalten können, zumal auch die Kommunikationswege zerstört worden waren. Wegen der mangelnden Abstimmung zwischen den deutschen Verbänden blieb jedoch ein anschließender Infanterieangriff aus. Inzwischen war zur Verstärkung eine Pionier-Kompanie der Wehrmacht herangebracht worden, die von Oberstleutnant Karl Henke geführt wurde. Er riet von einem weiteren Angriff ab, solange man die Feindlage nicht erkundet habe.
Beschuss und Bombardement der Westerplatte zogen sich bis zum 7. September hin, an dem noch eine (erfolglose) bewaffnete Aufklärung stattfand. Erst nachdem die Verteidiger diesen Vorstoß zum Stehen gebracht hatten, kapitulierten sie. Vor den abziehenden polnischen Soldaten salutierten deutsche Offiziere, dem Kommandanten wurde der Säbel zurückgegeben „mit dem Recht, ihn während der Gefangenschaft zu tragen“. Der Funker Kazimierz Rasiński wurde nach einem brutalen Verhör, in dem er sich weigerte, Funkcodes zu verraten, ermordet.
Die polnischen Verluste waren in Anbetracht des schweren Feuers durch 28-cm- und 15-cm-Schiffsgeschütze und des Angriffs durch Flugzeuge relativ gering: Eine polnische Quelle beziffert sie auf 15 Gefallene, 13 Schwer- und 25 bis 40 Leichtverwundete. Die Anzahl der während des eine Woche dauernden Angriffs auf die Westerplatte gebundenen deutschen Soldaten wird auf 3400 geschätzt.
Siehe auch die Artikel über Henryk Sucharski (Kommandant, 1898–1946) und Franciszek Dąbrowski (Stellvertretender Kommandant, 1904–1962)

## Symbolische Bedeutung

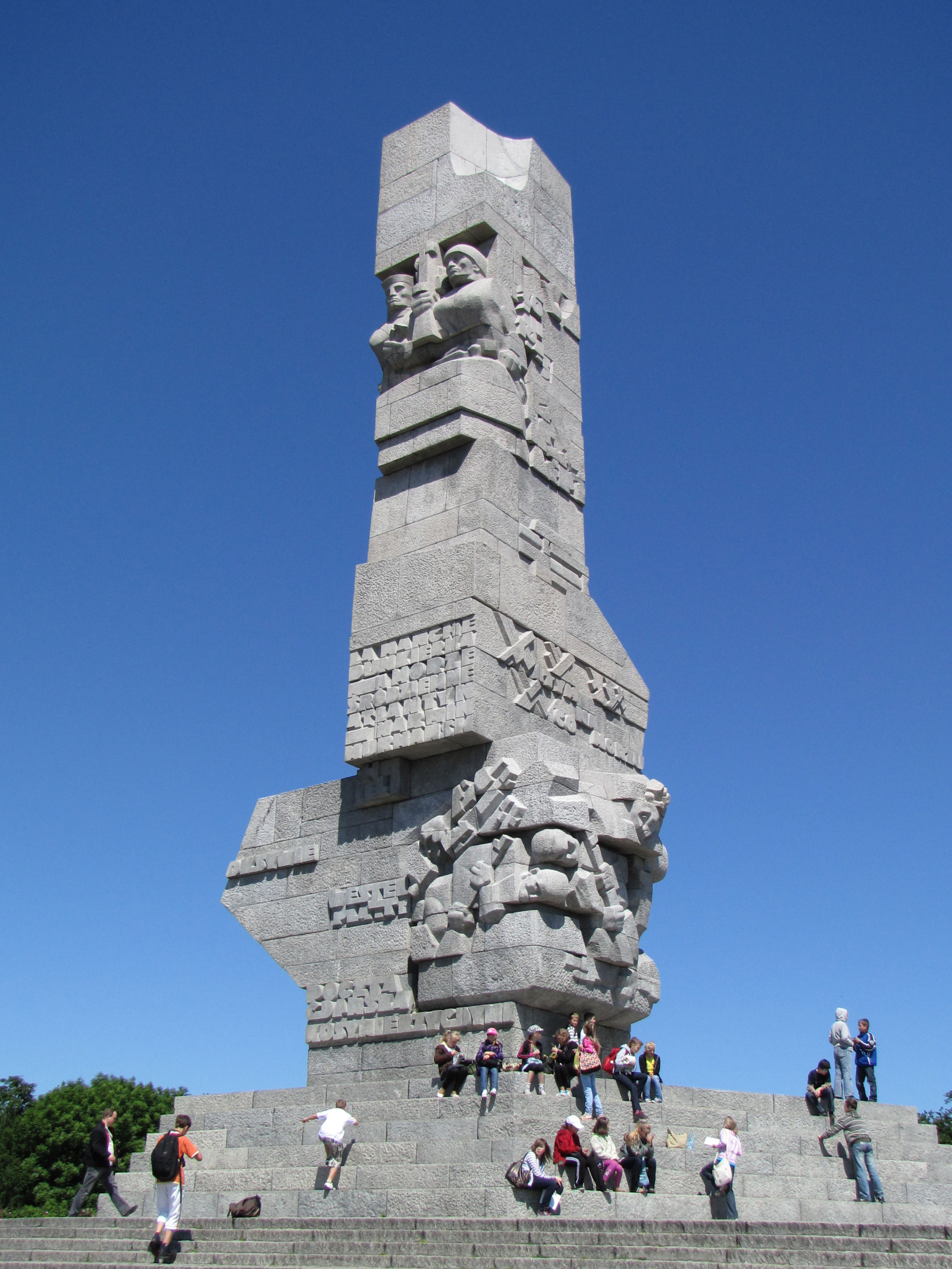
Westerplatte-Denkmal zu Ehren der polnischen Verteidiger

Diese Verteidigung wurde in Polen nach dem Krieg zum Symbol des Widerstandes gegen Deutschland. In Fernsehinterviews zum Jahrestag berichteten deutsche Kriegsveteranen, dass bei den deutschen Soldaten der harte Kampf um die Westerplatte bald schon als Schlacht um „Klein-Verdun“ tituliert wurde. Ein Denkmal befindet sich heute auf der Westerplatte, die in Polen diesen deutschen Namen behalten hat.
Die Schüsse der Schleswig-Holstein am 1. September 1939 um 4:47 Uhr auf die Westerplatte werden häufig als der Beginn des Zweiten Weltkriegs genannt. Wenige Minuten zuvor war es jedoch bereits zu einem deutschen Luftangriff auf Wieluń mit etwa 1200 Opfern gekommen.

### Verfilmung
Im Jahre 1967 entstand unter der Regie von Stanisław Różewicz das Kriegsdrama „Westerplatte“, das die siebentägige Verteidigung des Stützpunktes zur Vorlage hat. Dieser Film erhielt im selben Jahr mehrere nationale Auszeichnungen und Preise.
1988 entstand ein Dokumentarfilm mit demselben Titel. 30 polnische Kriegsveteranen, die auf der Westerplatte gekämpft hatten, nahmen an den Dreharbeiten teil.
2013 wurde der Film „Tajemnica Westerplatte“ (Das Geheimnis der Westerplatte) fertiggestellt. Im Vorfeld (2008) gab es in Polen heftige Diskussionen um das Filmprojekt „Tajemnica Westerplatte“. Es wurde befürchtet, dass der heroische Kampf der Verteidiger allzu menschlich dargestellt werden sollte.
Und 2014 entstand der Dokumentarfilm von Mathias Haentjes und Nina Koshofer: Sommer 1939. 90 Min.

## Westerplatte heute
Ein blumengeschmücktes Denkmal erinnert an 15 polnische Soldaten, die meisten sind am 2. September gefallen. Die zerstörte dreistöckige „Kaserne“ kann betreten werden und wurde durch Betonbögen vor weiterem Verfall gesichert.
Drei Gruppen großer Schautafeln erinnern an die Ereignisse vor Ort und die Kapitulation der Westerplatte am 7. September 1939.

### Westerplatte-Museum

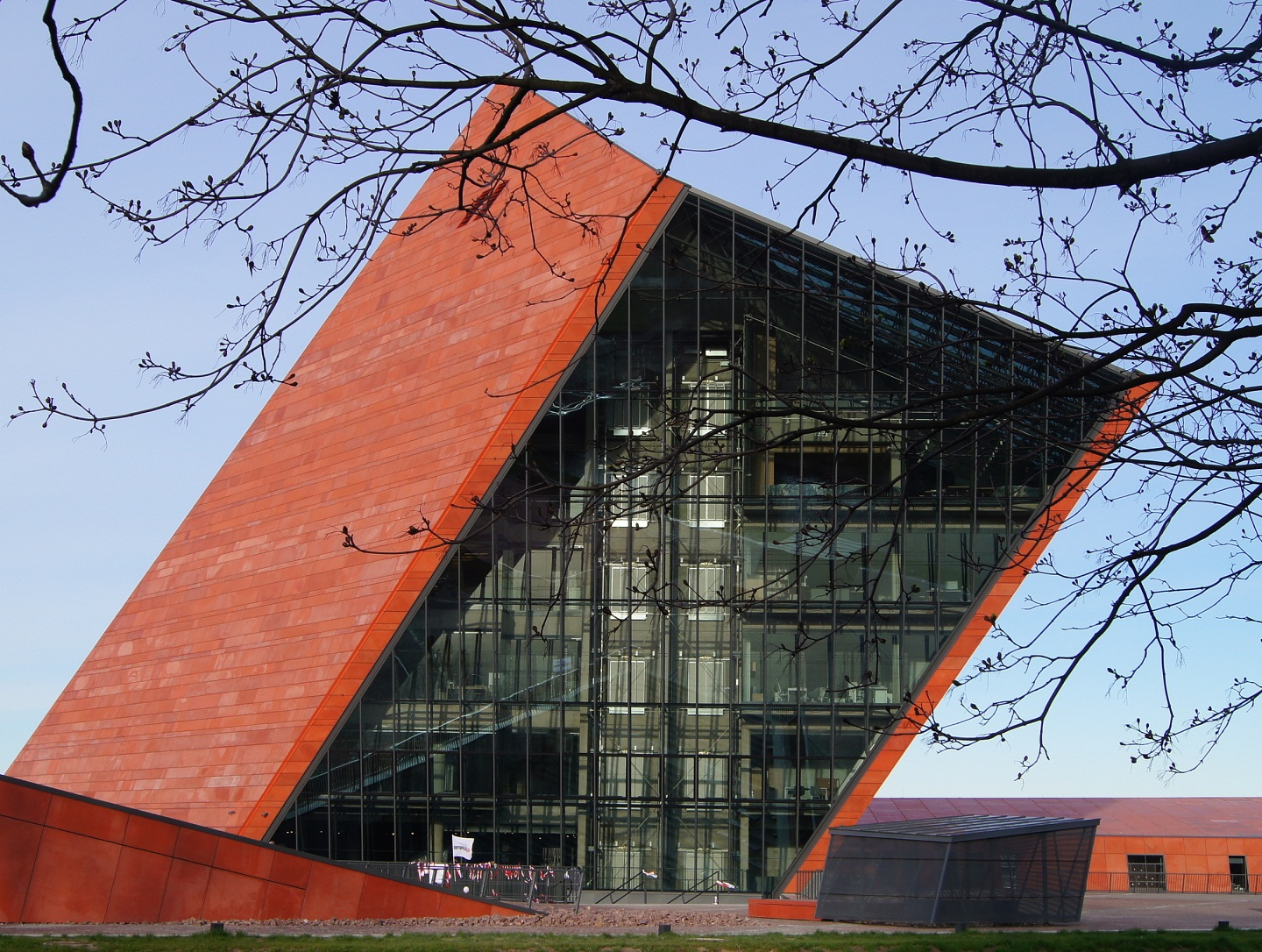
Museum des Zweiten Weltkrieges

In der Stadt Danzig soll das Westerplatte-Museum entstehen, das nach den Plänen der Regierung mit dem noch von der Regierung Tusk konzipierten Museum des Zweiten Weltkrieges zusammengelegt werden soll. Dessen Gründungsdirektor hatte im April 2016 nur durch das Internet von diesen Plänen erfahren. Nach einem Urteil des Obersten Verwaltungsgerichts vom 24. Januar 2017 erhielt der Direktor am gleichen Tag seine Kündigung. Einen Tag zuvor wurde das Konzept, der zu 80 Prozent fertigen Dauerausstellung, noch bei einer inoffiziellen Eröffnung mit dem internationalen, wissenschaftlichen Beirat zusammen präsentiert. Die Danziger Bevölkerung hatte noch an zwei weiteren Tagen Zugang zum Museum.

### Bilder

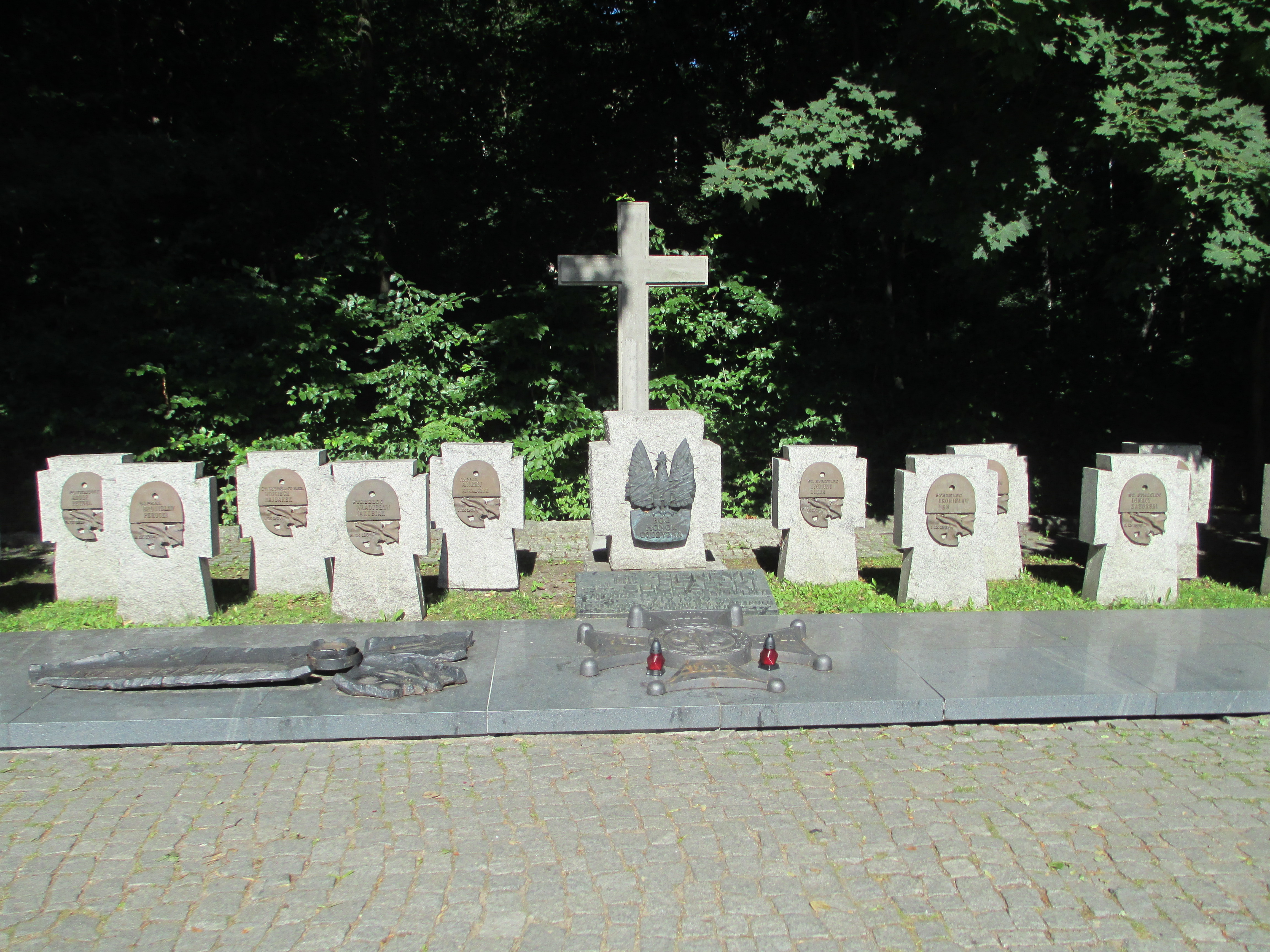
Ehrengräber auf der Westerplatte
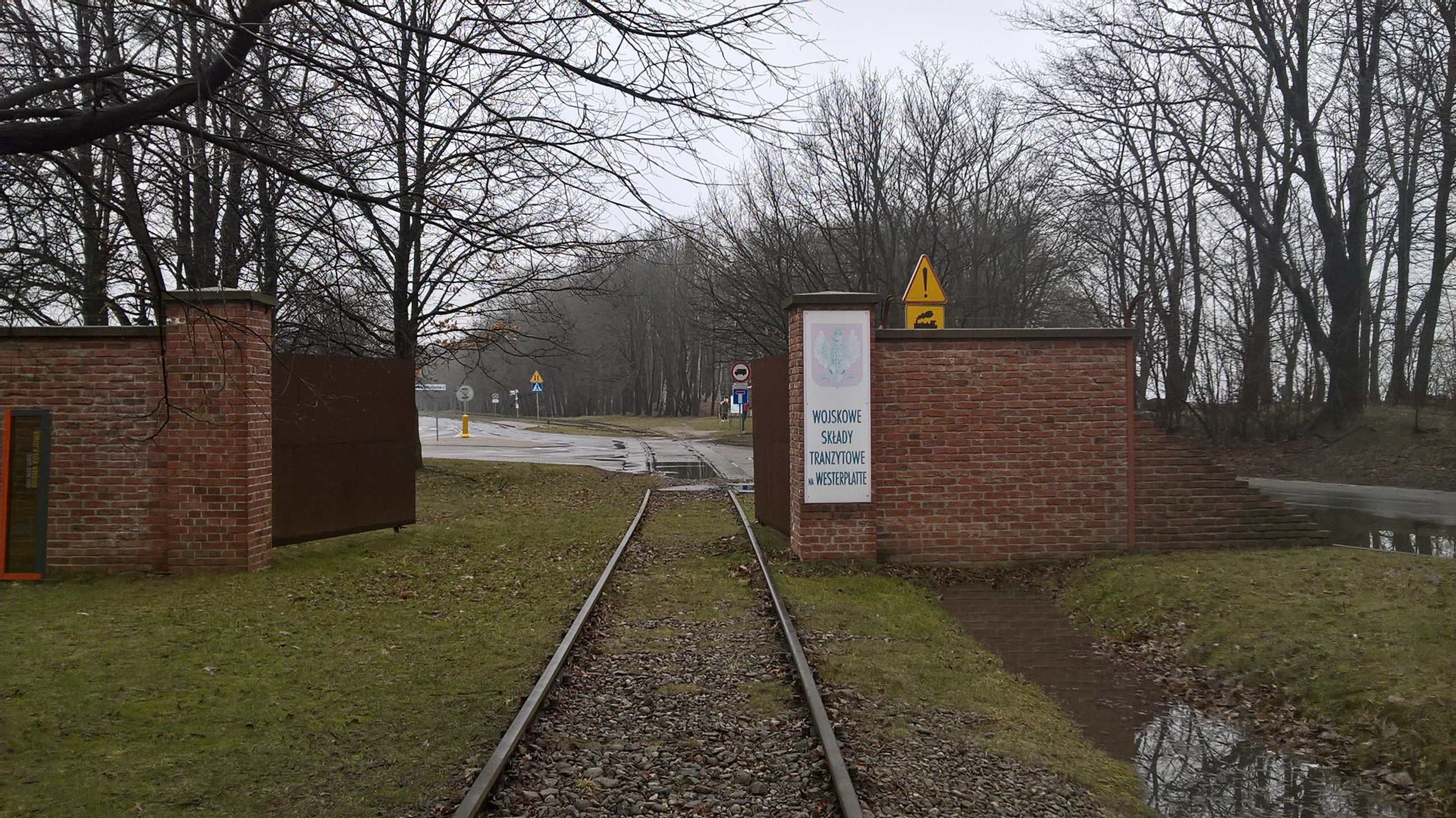
Eingangstor zum polnischen Transitdepot (moderne Rekonstruktion, April 2018)
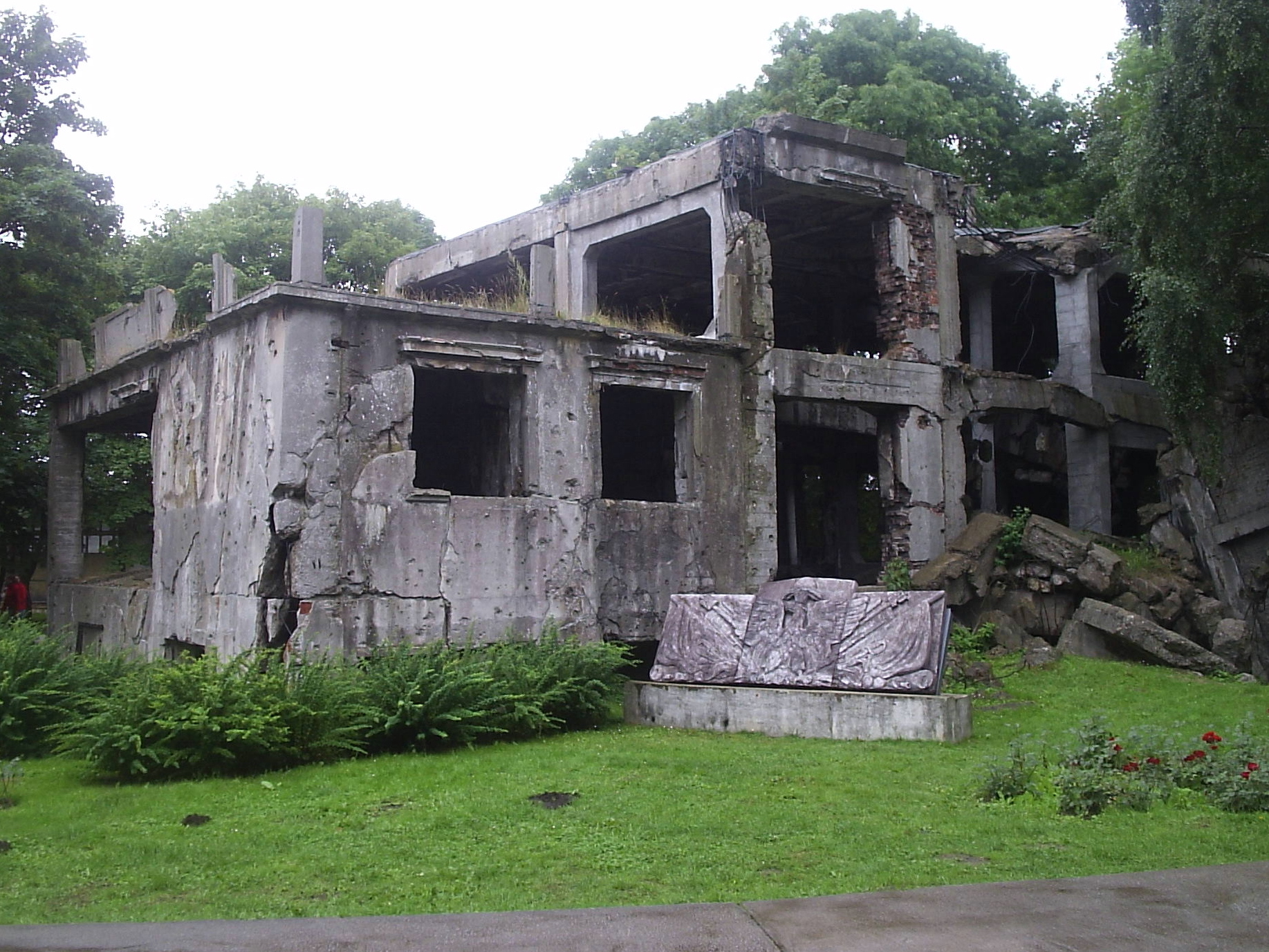
Die Ruine der Kaserne
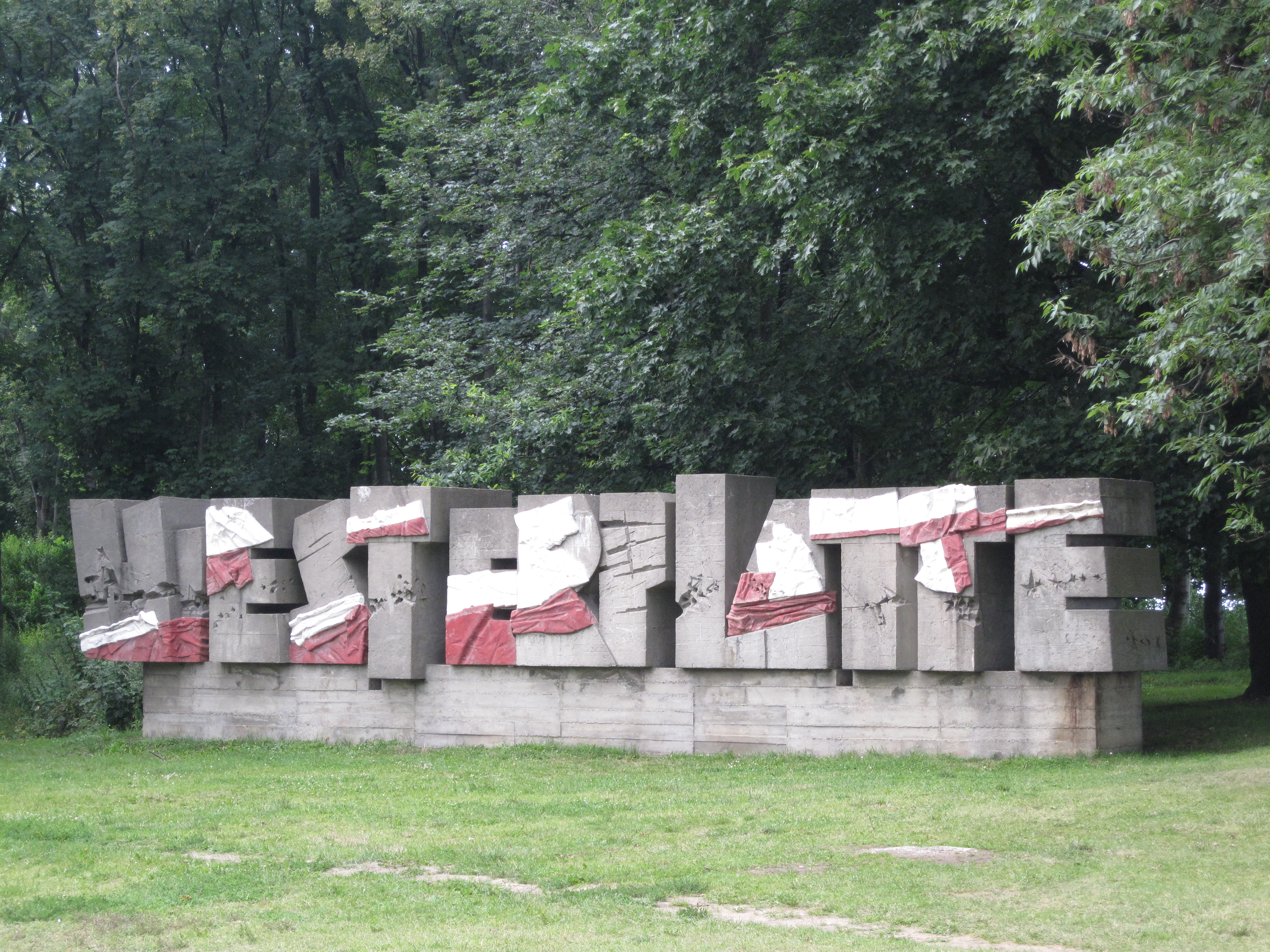
Ein Denkmal auf der Westerplatte

## Film
- Westerplatte, Polen 1967, Regie: Stanislaw Rózewicz, Darsteller (Auswahl): Zygmunt Hübner, Arkadiusz Bazak und Tadeusz Schmidt